# Kobieta siedząca przy kołysce
Kobieta siedząca przy kołysce (hol. Moeder bij een wieg, portret van Leonie Rose Davy-Charbuy, ang: Woman Sitting by a Cradle) – obraz olejny (nr kat.: F 369, JH 1206), namalowany przez Vincenta van Gogha wiosną 1887 podczas pobytu w Paryżu, obecnie w zbiorach Muzeum Vincenta van Gogha w Amsterdamie.

## Historia i opis
Portrety, namalowane przez Vincenta van Gogha na początku 1887 należą do jego najświetniejszych dzieł z tamtego okresu. Jednym z tych portretów jest podobizna poważnej, eleganckiej, młodej kobiety, którą jest Leonie Rose Davy-Charbuy, wnuczka marszanda Pierre’a Firmin-Martina. Martin był przyjacielem Theo van Gogha i miał w swoim sklepie pewną liczbę obrazów Vincenta. Portret Leonie został namalowany w domu marszanda, na co wskazują widoczne w tle obrazy. Portret, namalowany impresjonistyczną techniką (małe punkciki, migotliwe kolory ożywiające powierzchnię malowidła i przytłumione tonacje) jest typowy dla paryskiego okresu w twórczości artysty.
W 1887 Theo napisał do matki, iż brat namalował pewną liczbę portretów, nie otrzymawszy za nie wynagrodzenia. Vincent van Gogh być może namalował portret wnuczki znanego marszanda, aby ugruntować swoją reputację malarza-portrecisty, mogącego utrzymać się z malowania portretów.
Z listów van Gogha napisanych do brata latem 1882 po tym, jak prostytutka Sien Hoornik, z którą wtedy mieszkał, urodziła dziecko, przebija myśl o dziecku jako czynniku uświęcającym ognisko domowe, choć to nie on był ojcem dziecka Sien. W subtelnym obrazie Kobiety siedzącej przy kołysce artysta wydaje się raz jeszcze, być może z większą wrażliwością, nawiązywać do swoich ówczesnych odczuć. Do tematu kobiety przy kołysce powrócił, w bardziej zawoalowany sposób, po raz kolejny w Arles, kiedy namalował podobiznę piastunki, Augustine Roulin.